# Exoprosopa
Exoprosopa är ett släkte av tvåvingar. Exoprosopa ingår i familjen svävflugor.

## Bildgalleri

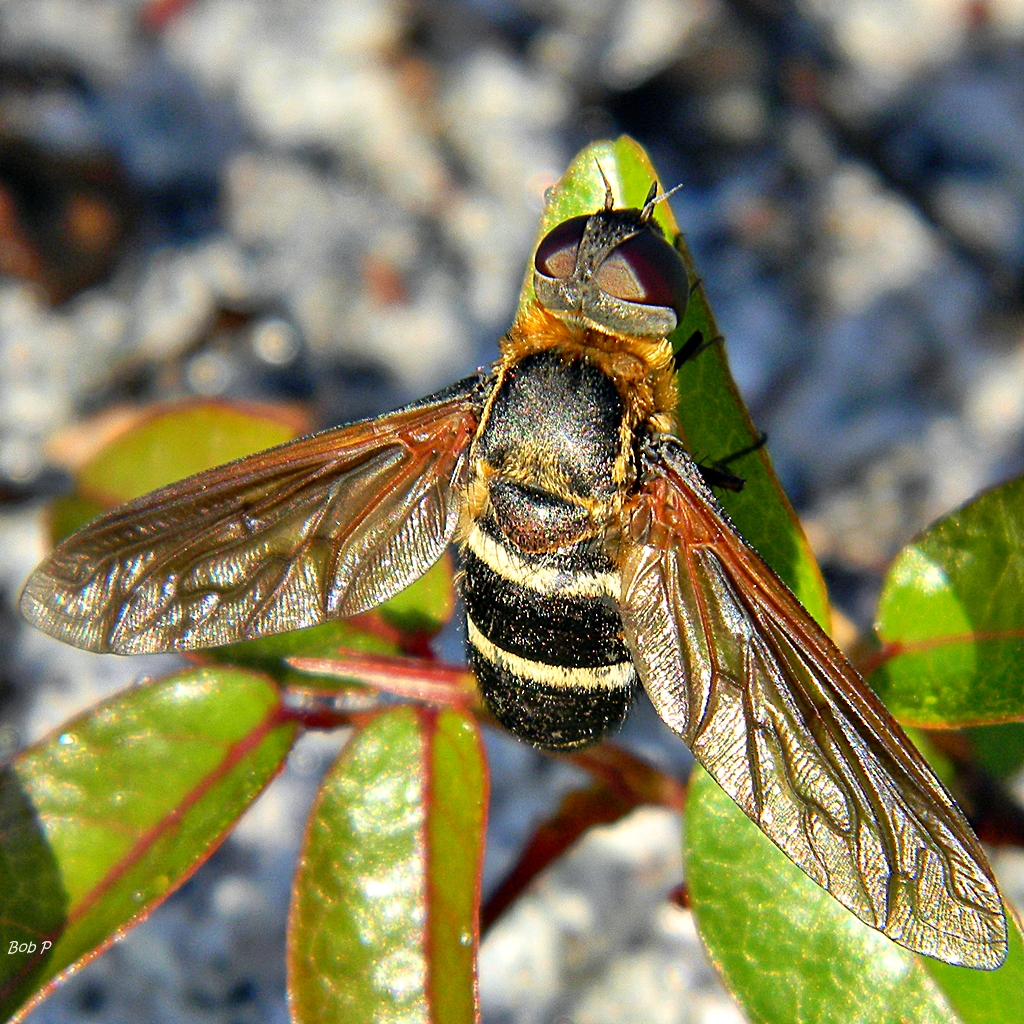
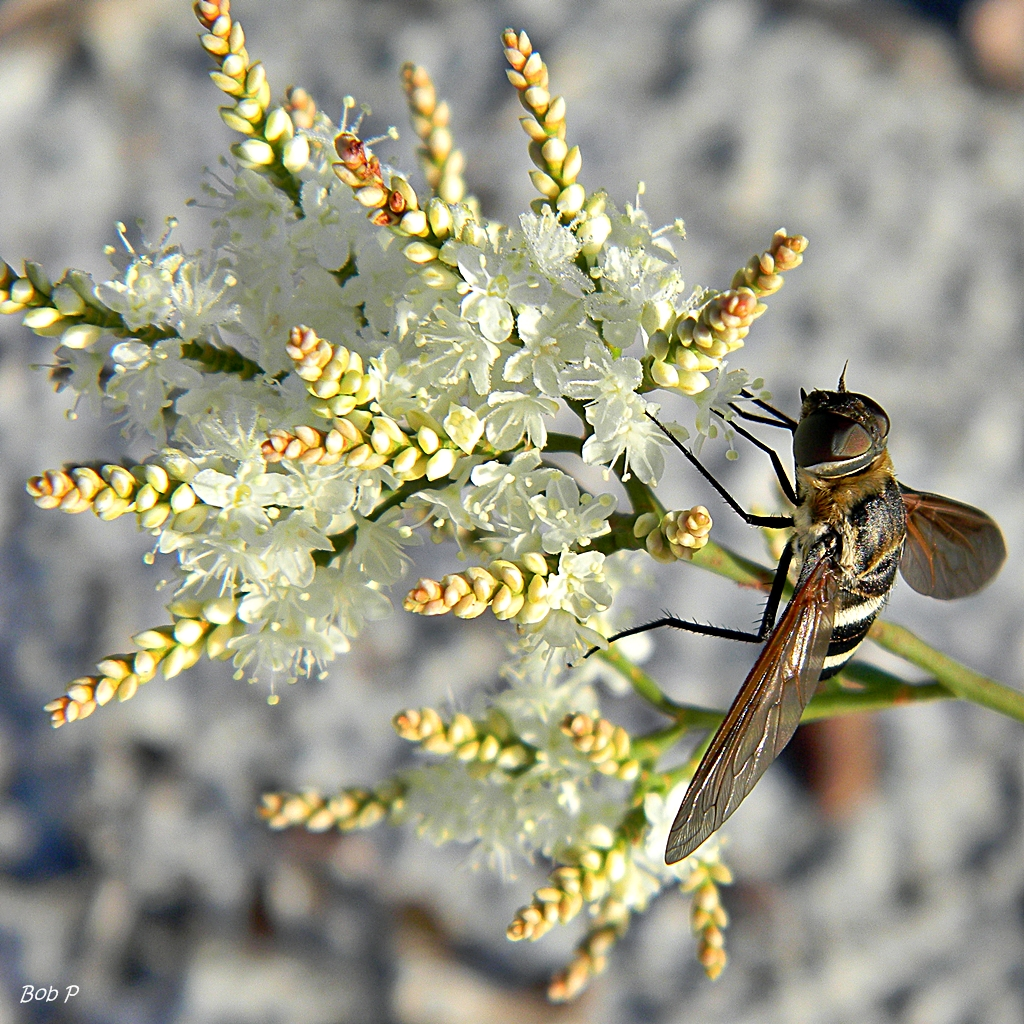
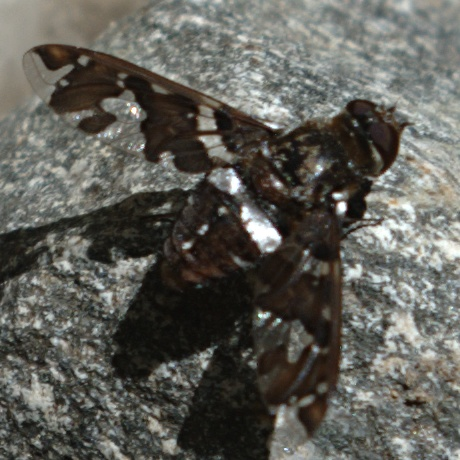
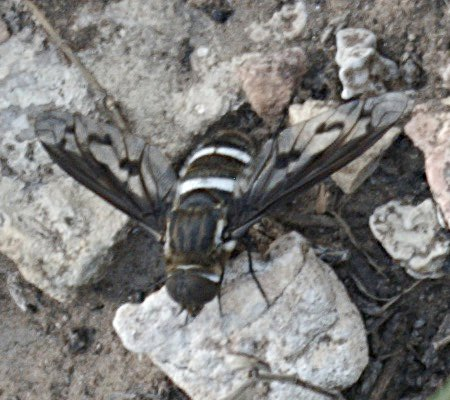

## Dottertaxa tillExoprosopa, i alfabetisk ordning[1][2]
- Exoprosopa aberrans
- Exoprosopa abjecta
- Exoprosopa abrogata
- Exoprosopa acrospila
- Exoprosopa actites
- Exoprosopa affinissima
- Exoprosopa agassizii
- Exoprosopa ahtamara
- Exoprosopa albata
- Exoprosopa albicollaris
- Exoprosopa albida
- Exoprosopa albifrons
- Exoprosopa albofimbriata
- Exoprosopa aldabrae
- Exoprosopa alexon
- Exoprosopa allothyris
- Exoprosopa altaica
- Exoprosopa ammophila
- Exoprosopa amseli
- Exoprosopa ancilla
- Exoprosopa andamanica
- Exoprosopa angusta
- Exoprosopa annandalei
- Exoprosopa anomala
- Exoprosopa anthracoidea
- Exoprosopa antica
- Exoprosopa aphelosticta
- Exoprosopa apiformis
- Exoprosopa arcuata
- Exoprosopa arenicola
- Exoprosopa argentifasciata
- Exoprosopa argentifrons
- Exoprosopa argyrophora
- Exoprosopa asiatica
- Exoprosopa asiris
- Exoprosopa atrata
- Exoprosopa atrinasis
- Exoprosopa atripes
- Exoprosopa atrisquama
- Exoprosopa aureola
- Exoprosopa auriplena
- Exoprosopa aurivestrix
- Exoprosopa aurulans
- Exoprosopa aztec
- Exoprosopa baccha
- Exoprosopa balioptera
- Exoprosopa bangalorensis
- Exoprosopa barnardi
- Exoprosopa basifascia
- Exoprosopa basifiascia
- Exoprosopa batrachoides
- Exoprosopa bellula
- Exoprosopa belutschistanica
- Exoprosopa bengalensis
- Exoprosopa bifurca
- Exoprosopa biguttata
- Exoprosopa bolbocera
- Exoprosopa bowdeni
- Exoprosopa brachipleuralis
- Exoprosopa brachycera
- Exoprosopa brahma
- Exoprosopa brevinasis
- Exoprosopa brevirostris
- Exoprosopa brevistylata
- Exoprosopa brunettii
- Exoprosopa bucharensis
- Exoprosopa bulteri
- Exoprosopa busiris
- Exoprosopa butleri
- Exoprosopa caffra
- Exoprosopa californiae
- Exoprosopa caliptera
- Exoprosopa callima
- Exoprosopa capnoptera
- Exoprosopa capucina
- Exoprosopa castilla
- Exoprosopa celer
- Exoprosopa cervina
- Exoprosopa chan
- Exoprosopa chionea
- Exoprosopa circeoides
- Exoprosopa claripennis
- Exoprosopa clarki
- Exoprosopa clausina
- Exoprosopa cleomene
- Exoprosopa collaris
- Exoprosopa conochila
- Exoprosopa contorta
- Exoprosopa convexa
- Exoprosopa costalis
- Exoprosopa cracens
- Exoprosopa cubana
- Exoprosopa curvicornis
- Exoprosopa damarensis
- Exoprosopa decastroi
- Exoprosopa decipiens
- Exoprosopa decolor
- Exoprosopa decora
- Exoprosopa decrepita
- Exoprosopa dedecor
- Exoprosopa dedecoroides
- Exoprosopa delicata
- Exoprosopa dichotoma
- Exoprosopa didesma
- Exoprosopa diluta
- Exoprosopa dimidiata
- Exoprosopa discriminata
- Exoprosopa disrupta
- Exoprosopa divisa
- Exoprosopa dodrans
- Exoprosopa dodrina
- Exoprosopa dorcadion
- Exoprosopa doris
- Exoprosopa dulcis
- Exoprosopa dux
- Exoprosopa eclipis
- Exoprosopa efflatounbeyi
- Exoprosopa efflatouni
- Exoprosopa elongata
- Exoprosopa eluta
- Exoprosopa empidiformis
- Exoprosopa enigma
- Exoprosopa eremita
- Exoprosopa eritreae
- Exoprosopa erronea
- Exoprosopa exigua
- Exoprosopa extensa
- Exoprosopa fasciata
- Exoprosopa fasciolata
- Exoprosopa fascipennis
- Exoprosopa fastidiosa
- Exoprosopa filia
- Exoprosopa fissicornis
- Exoprosopa flammea
- Exoprosopa flammicoma
- Exoprosopa flavicans
- Exoprosopa flavinervis
- Exoprosopa flexuosus
- Exoprosopa formosula
- Exoprosopa fuligosa
- Exoprosopa fulviops
- Exoprosopa fumosa
- Exoprosopa fuscescens
- Exoprosopa fuscula
- Exoprosopa gazophylax
- Exoprosopa gentilis
- Exoprosopa ghilarovi
- Exoprosopa glossops
- Exoprosopa goliath
- Exoprosopa gracilis
- Exoprosopa grandis
- Exoprosopa griqua
- Exoprosopa grisecens
- Exoprosopa guérini
- Exoprosopa gujaratica
- Exoprosopa heros
- Exoprosopa heterocera
- Exoprosopa hulli
- Exoprosopa hyalinipennis
- Exoprosopa hyalipennis
- Exoprosopa hyalodisca
- Exoprosopa hyaloptera
- Exoprosopa hypargyra
- Exoprosopa hypargyroides
- Exoprosopa hypomelaena
- Exoprosopa ignifera
- Exoprosopa inaequalipes
- Exoprosopa indecisa
- Exoprosopa infumata
- Exoprosopa ingens
- Exoprosopa inornata
- Exoprosopa insignifera
- Exoprosopa insulata
- Exoprosopa interrupta
- Exoprosopa iota
- Exoprosopa italica
- Exoprosopa jacchus
- Exoprosopa jonesi
- Exoprosopa jubatipes
- Exoprosopa junta
- Exoprosopa khuzistanica
- Exoprosopa lankiensis
- Exoprosopa latifrons
- Exoprosopa latissima
- Exoprosopa leon
- Exoprosopa lepida
- Exoprosopa leucopepla
- Exoprosopa linearis
- Exoprosopa litoralis
- Exoprosopa litorrhynchoides
- Exoprosopa louisae
- Exoprosopa lucidifrons
- Exoprosopa luctifera
- Exoprosopa lugens
- Exoprosopa lunulata
- Exoprosopa luteicincta
- Exoprosopa luteicosta
- Exoprosopa luteocera
- Exoprosopa lutzi
- Exoprosopa mackieae
- Exoprosopa madagascariensis
- Exoprosopa maenas
- Exoprosopa magnipennis
- Exoprosopa major
- Exoprosopa majuscula
- Exoprosopa mara
- Exoprosopa marleyi
- Exoprosopa masienensis
- Exoprosopa megaera
- Exoprosopa meigenii
- Exoprosopa melaena
- Exoprosopa melanaspis
- Exoprosopa melanozona
- Exoprosopa melanthia
- Exoprosopa metapleuralis
- Exoprosopa metopargyra
- Exoprosopa mimetica
- Exoprosopa minoana
- Exoprosopa minoides
- Exoprosopa minois
- Exoprosopa minos
- Exoprosopa minuscula
- Exoprosopa mira
- Exoprosopa mongolica
- Exoprosopa monticola
- Exoprosopa morosa
- Exoprosopa mozambica
- Exoprosopa mudigerensis
- Exoprosopa munda
- Exoprosopa mus
- Exoprosopa nebulosa
- Exoprosopa nemesis
- Exoprosopa nigrifera
- Exoprosopa nigrifimbriata
- Exoprosopa nigrina
- Exoprosopa nigrispina
- Exoprosopa nigrita
- Exoprosopa nigritella
- Exoprosopa nigroventris
- Exoprosopa niveiventris
- Exoprosopa noctula
- Exoprosopa nonna
- Exoprosopa nova
- Exoprosopa novaeformis
- Exoprosopa nubifera
- Exoprosopa nuragasana
- Exoprosopa obscurinotata
- Exoprosopa obtusa
- Exoprosopa ogilviei
- Exoprosopa onusta
- Exoprosopa orientalis
- Exoprosopa ovamboana
- Exoprosopa painterorum
- Exoprosopa pallasii
- Exoprosopa pallida
- Exoprosopa pallidifacies
- Exoprosopa pallidipes
- Exoprosopa pallidisetigera
- Exoprosopa palustris
- Exoprosopa panamensis
- Exoprosopa pandora
- Exoprosopa paramonovi
- Exoprosopa parda
- Exoprosopa pardus
- Exoprosopa paucispina
- Exoprosopa pauper
- Exoprosopa pavida
- Exoprosopa pectoralis
- Exoprosopa pelurga
- Exoprosopa pennata
- Exoprosopa penthoptera
- Exoprosopa perpulchra
- Exoprosopa pharaonis
- Exoprosopa pictillipennis
- Exoprosopa pilatei
- Exoprosopa pleroxantha
- Exoprosopa pleskei
- Exoprosopa porricella
- Exoprosopa portshinskiji
- Exoprosopa povolnyi
- Exoprosopa praefica
- Exoprosopa procne
- Exoprosopa prometheus
- Exoprosopa protuberans
- Exoprosopa pterosticha
- Exoprosopa pueblensis
- Exoprosopa puerula
- Exoprosopa pulcherrima
- Exoprosopa pullata
- Exoprosopa punctifrons
- Exoprosopa punctulata
- Exoprosopa punjabensis
- Exoprosopa pusilla
- Exoprosopa rectifascia
- Exoprosopa referta
- Exoprosopa restricta
- Exoprosopa retracta
- Exoprosopa retrorsa
- Exoprosopa rhea
- Exoprosopa rhodesiensis
- Exoprosopa richteri
- Exoprosopa robertii
- Exoprosopa rostrifera
- Exoprosopa rubescens
- Exoprosopa rufa
- Exoprosopa rufina
- Exoprosopa rutila
- Exoprosopa rutiloides
- Exoprosopa sackeni
- Exoprosopa sanctipauli
- Exoprosopa scaligera
- Exoprosopa schmidti
- Exoprosopa scutellata
- Exoprosopa selenops
- Exoprosopa senegalensis
- Exoprosopa serva
- Exoprosopa sharonae
- Exoprosopa sigmoidea
- Exoprosopa sima
- Exoprosopa simillima
- Exoprosopa simpsoni
- Exoprosopa siva
- Exoprosopa socia
- Exoprosopa sola
- Exoprosopa sordida
- Exoprosopa spadix
- Exoprosopa spectrum
- Exoprosopa stackelbergi
- Exoprosopa stannusi
- Exoprosopa stenomelaena
- Exoprosopa stevensoni
- Exoprosopa strenua
- Exoprosopa stylata
- Exoprosopa subfascia
- Exoprosopa tabanoides
- Exoprosopa tamerlan
- Exoprosopa tarikerensis
- Exoprosopa temnocera
- Exoprosopa texana
- Exoprosopa thomae
- Exoprosopa thoracica
- Exoprosopa tiburonensis
- Exoprosopa tihamae
- Exoprosopa titubans
- Exoprosopa transcaspica
- Exoprosopa tricolor
- Exoprosopa trigradata
- Exoprosopa triloculina
- Exoprosopa tripartita
- Exoprosopa triplex
- Exoprosopa truquii
- Exoprosopa tuckeri
- Exoprosopa turkestanica
- Exoprosopa tursonovi
- Exoprosopa tursunovi
- Exoprosopa unifasciata
- Exoprosopa uraguayi
- Exoprosopa utahensis
- Exoprosopa varicolor
- Exoprosopa vassilijevi
- Exoprosopa vayssierei
- Exoprosopa venosa
- Exoprosopa villaeformis
- Exoprosopa villosa
- Exoprosopa virgata
- Exoprosopa vumbuensis
- Exoprosopa xanthina
- Exoprosopa zambesiana
- Exoprosopa zanoni
- Exoprosopa zarudnyji
- Exoprosopa zimini